# Историја Врања
Нема поузданих података када и где је формирано насеље и на чијим темељима је изникао град Врање. Претпоставља се да се то догодило у време Траколира (Римљана), Византије, Грка или Словена који су ове просторе насељавали VI и VII веку. Међутим, једно је сасвим јасно: ово је изузетно важно геостратешко подручје на коме су се од памтивека укрштавали каравански путеви. Тако да је најлакши пут ка једноме и ка другоме, освајаче водио пут преко врањског Поморавља.
Први писани траг о Врању оставила нам је Ана Комнина, византијска принцеза, још у XI веку, пишући о владавини свога оца цара Алексија Комнина. Она у књизи „Алексијада“ каже да је рашки жупан Вукан 1093. године у свом освајачком походу стигао до Врања и освојио га. Не задуго, он се пред моћнијом Византијом морао повући.
Она то описује овако:
На то се Вукан осмели и, како није преостало никога да му се супротстави, поче да пљачка суседне градове и земље. И околину Скопља потпуно опустоши, а делом и попали. Али не само то, него, заузевши Полов и стигавши до Врања, уништи и опустоши све и одвуче отуда много плена па се врати у своју земљу.— Ана Комнина
Други пут 1193. године, Врање је од Византије привремено преотео велики рашки жупан Стефан Немања и припојио га средњовековној српској држави. Ипак, у саставу српске државе Врање је дефинитивно ушло 1207. године када га је освојио Стефан Првовенчани.
Интересантно је напоменути да је приликом распада српске средњовековне државе, Врање постало самостална област под управом кесара Угљеше, „Господара Врања, Прешева и Куманова“. Ова самостална област нестала је после Косовске битке, када је Врање ушло у састав државе деспота Стефана Лазаревића.
Распадом српске средњовековне државе, Турци су Врање освојили 14. јуна 1455. године, и држали га у својим рукама све до 31. јануара 1878. године, на светог Антанаса, када је варош ослободила српска војска под командом генерала Јована Белимарковића. Врање је под турском влашћу било 422. година. Врање је под турском влашћу имао важан положај, што је привукло многе богате Турке да се насале у град и изграде џамије, конаке и хамам. Врањски трговци су у овом периоду су знали арапски и турски језик и путовали преко границе да тргују. Град је у Кнежевини Србији дочекало слободу са нешто више од 8.000 становника.
У почетку 20. века, Врање је имало око 12.000 становника. Као погранични град Кнежевине/Краљевине Србије, служио је као полазно место за четнике (комите) у Стару Србију. У то време у граду се налазио и конзулат Османског царства.
У Балканским и два светска рата, Врање и овај крај су поново били на мети освајача. У Првом балканском рату 1912. године операцијама против Турака, одавде су лично командовали краљ Петар I Карађорђевић, председник владе Никола Пашић са више министара и генералштаб са начелником штаба Врховне команде војводом Радомиром Путником.
Но, ови простори су, посебно у новој историји, били честа мета бугарских освајача који су овде починили нечувене злочине. У Првом светском рату Бугари су окупирали Врање 16/17. октобра 1915. године. Слобода је плаћена са 514 живота на фронту и 335 недужно стрељаних.
У Другом светском рату Немци су у овај град ушли 9. априла 1941. године, да би га 22. априла предали у руке бугарским фашистима. Они су у Врању, за четири године, стрељали су око 700, а интернирали 4.000 родољуба. У борбама је учествовало око 12.000 бораца, од којих 956 није дочекало слободу 7. септембра 1944. године.

## Праисторија и антика
Нема поузданих података када и где је формирано насеље и на чијим темељима је изникао град Врање. Постоје неки праисторијски налази у насељу Рашка и крај старог пута ка Железничкој станици Врање, међутим не може се сасвим тврдити да је на тим локалитетима настало данашње Врање, али се може тврдити да је човек обитавао на том простору.
Почетком 21. века, у приградском насељу Цигански рид су пронађени новчићи античког племена Дерони који су ковани крајем 6. и почетком 5. века п. н. е, међутим никакви докази о постојању насеља Дерона не постоје, па постоји теорија да је новац дошао на ове просторе путем пљачке или трговине са њима. Римљани су покорили Врање у 1. или 2. веку п. н. е. Врање је била део Горње Мезије или Дарданије током владавине Rимљана.
Истраживања су показала да су римске тврђаве у околини Врања биле напуштене за време напада Хуна 539-544. Локалитети који су напуштени укључују Кале код Врањске бање, Градиште код Корбевца и Градиште код Првонека.
Претпоставља се да је постојало у време Римљана, јер постоје налазиште код Павловца и римски бунар у руднику „Благодат.“  После Римљана, Врање је било у саставу Византије, а насељавали су је Грци или Словени у 6. и 7. веку.

## Средњи век
Први писани траг о Врању (грч. Βρανέας) оставила нам је Ана Комнина, византијска принцеза, још у XI веку, пишући о владавини свога оца цара Алексија Комнина. Она у књизи „Алексијада“ каже да је рашки жупан Вукан 1093. године у свом освајачком походу стигао до Врања и освојио га. Не задуго, он се пред моћнијом Византијом морао повући. Она то описује овако:
На то се Вукан осмели и, како није преостало никога да му се супротстави, поче да пљачка суседне градове и земље. И околину Скопља потпуно опустоши, а делом и попали. Али не само то, него, заузевши Полов и стигавши до Врања, уништи и опустоши све и одвуче отуда много плена па се врати у своју земљу.
У XI веку на планини Козјак, јужно од Врања подвизавао се свети Прохор Пчињски. Након смрти св. Прохора, а њему у славу, византијски цар Роман Диоген подигао је у 11. веку манастир Прохор Пчињски.
Врање је потпало под Византијску власт након битке на Морави 1190. године. Други пут 1193. године, Врање је од Византије привремено преотео велики рашки жупан Стефан Немања и припојио га средњовековној српској држави. Ипак, у саставу српске државе Врање је дефинитивно ушло 1207. године када га је освојио Стефан Првовенчани који је користећи пад Цариграда 1204. године проширио своју државу на југ.
Из периода XIII века датира Марково Кале, тврђава која се налази 4,5 km северно од Врања.

### XIV век
Зна се да је у средњем веку Врање било сеоско насеље и да је крајем средњег века као сеоско насеље имало физиономију подграђа тврђаве Марково кале.
У првој половини XIV века у Врању се појављује феудална породица Багаш, а неки верују да им је порекло из Врања. Познати представници ове породице су кнез Балдовин, жупан Маљушат и монах Никола, чије световно име није познато. Кнез Балдовин је био властелин краља Стефана Уроша III Дечанског.
Претпоставља се да је он, због верне службе, од краља Стефана добио повељу за цркву Светог Николе у Врању и њено властелинство.
Кнез Балдовин је као ктитор цркве Светог Николе имао право да се он и његова породица сахрањују у овој цркви.
Приликом обнове цркве 1894. године, пронађене су три надгробне плоче од белог мермера: кнеза Балдовина, која се данас чува у лапидаријуму на Калемегдану, госпође Ане, можда супруге, и унука, монаха Николе.
Врање се спомиње у повељи краља Душана цркви Светог Николе у Врању, издату на молбу локалног властелина жупана Маљушата. Маљушат је највероватније отац монаха Николе.
У другој половини XIV века у Врању је владао породица Дејановићи.
Њен родоначелник је деспот Дејан, зет цара Душана.
Приликом распада српске средњовековне државе након Косовске битке, Врање је првобитно било под управом Константина Драгаша Дејановића.
Након Константинове смрти 1395. године у бици на Ровинама, Врање је постало област под управом кесара Угљеше - „Господара Врања, Прешева и Куманова“.
Након Грачаничке битке 1402. године, Врање је ушло у састав државе деспота Стефана Лазаревића, али и даље под управом кесара Угљеше Влатковића, пошто је он непосредно пре битке прешао са турске на српску страну.

## Османско царство
Распадом српске средњовековне државе, Турци су Врање освојили 14. јуна 1455. године за време владавине Мехмеда Освајача.
Непосредно пре тога, Врање се спомиње као поприште битке између Николе Скобаљића и турске војске, одигране 24. септембра 1454. године.
Бенедикт Курипешић наводи у свом путопису из 1530. године да се Врање састојало из града (тврђава) и вароши. Град је био у ствари Марково Кале, а варош је подграђе, односно стари део данашњег Врања. У то време (1530—1531), Врање је било седиште варошког кадилука и нахије. Имало је 35 муслиманских и 33 хришћанске куће. Тврђава Врање - односно Марково Кале, имала је диздара, ћехају, имама и друге функционере. Врањска нахија се у то време састојала од 320 села, мезри и 43 манастира; муслиманских домова било је 88, а хришћанских 5118 кућа.
Врање је под турском влашћу имао важан положај, што је привукло многе богате Турке да се населе у град и изграде џамије, конаке и хамам.
Врањски трговци су у овом периоду су знали арапски и турски језик и путовали преко границе да тргују.
Врање је било седиште Врањског кадилука, територије на којој су се простирале компетенције једног кадије, представника османског правосуђа. Врањски кадилук је због малог броја муслимана, покривао територију више нахија и био је један од највећих кадилука у оквиру Ћустендилског санџака.
Нахије нису представљале управне јединице нижег степена, већ су оне биле предеоне целине и често су се поклапале са територијама жупа из српског средњовековног периода. У оквире Врањског кадилука улазиле су нахије: Врање, Морава, Моравица, Прешево, Пчиња и Иногоште.
У околини Врања је букнуо и такозвани Думенов устанак 1572. године. Забележено је да је Думен саградио цркву, отео Турцима пашњаке и даровао их богомољи. Под оружјем је могао да сакупи и до 6000 људи. Крајем 17. века у врањским клисурама је било и хајдука, када је устанички покрет оснажио и прочуо се и до Цариграда. Тако да је 1689. Турски цар слао 7 фермана, настојећи да покрене турке и сузбије устанике у овом крају. У ферману издатог 16. и 25. септембра 1689. године наређено је скопском алајбегу, као посебан значајан моменат по Турско царство, да се чува и штити утврђење Марково Кале (или Марков град) и Врањски дервен, који се налази у близини скопског санџака.
Између 26. септембра и 5. октобра 1689. уследио је други царски ферман којим је одређен везир Ахмед да чува Врањски дервен. У овом ферману се опет истиче важност врањског дервена и његове заштите за Турско царство и исламску веру. У ферману се наводи потреба мобилизације ишерлера, градског и сеоског становништва из околине, те да се са другим људима способним за борбу чувају места врањске околине. Затим између 6. и 14. октобра 1689. издат је ферман којим се наређује чување Врањског и Знепољског дервена. Наредба је овог пута издата Мехемед-паши, румелијском беглербегу. у даљем тексту фермана се спомиње Ахмед, бивши ћустендилски алајбег, који познаје врањски терен и коме се наређује да окупи становништво у Грделичкој клисури и у Кала дервену. Препоручује се строга блокада путева и уклањање раје. На крају је Мехемд-паши наређено да пође у Врањски дервен, где ће извршити потребна војничка задужења.
Покрет хајдучије у Врању је пре свега имао ослободилачки карактер и узео је замаха у време Великог бечког рата. Забележено је да су становници турске народности емигрирале из Лесковца и Врања у касабу Куманово, бојећи се за своју безбедност. У царском ферману се налаже повраћај врањских емиграната и наложено је турским властима Врања да се постарају „да се постарају како би се обавила инверсна миграција Врањанаца.“
Врање је за време Великог бечког рата 1689—1690 окупирала аустријска војска, који су у граду и Врањској бањи имали зимовник. Наиме како би се остварила комуникација Врање—Скопље, затражена је помоћ од маркгрофа Лудвига Баденског да то оствари, па је на крају херцегу холштанском наређено да смести своје три регименте у Врању, Куманову и Новом Брду, а свој штаб је поставио у Оризару, поред тога је имао и логор поред Врања, а одређени део војске је био смештен и у зимовник у самом Врању. Сматра се да су после пораза Аустријанаца, Срби са подручја Врања учествовали у Великој сеоби Срба, плашећи се одмазде Турске.
Од 1702. до 1710. године била су знатна миграциона кретања српског становништва из дервенцијских села Врањског краја. Становништво је емигрирало ка Лесковцу, Прокупљу, Нишу и Новом Брду, а ради се о селима Грђан, Клашња, Некласина, Бабина Пољана, Стража, Репиште, Вучедол, Глог, Битвађа, Дупљане, Несврт, Лозна, Топли Дол, Дупљево и Житарница. Врањски ајани су успели известан број становништва да врате (33 домаћинства), док је пребегло неколико стотина домаћинства.
У време Првог српског устанка, вођа устаника, у врањској и лесковачкој околини, је био хајдук Илија Стреља. Он је за време устанка затварао путеве који су водили до Ниша, а сам устанак је свирепо угушен 1813. године, после чега су хришћани веома лоше прошли од репресалија турских феудалних власти, а највише се по окрутности истицао тадашњи врањски Мехмед-паша.
Помиње се и такозвани власотиначки устанак и 1828. године, који је захватио северни део врањске нахије. Ами Буе помиње 1838. године, да Врање као варошко насеље има 6000 до 8000 становника хришћанске и муслиманске вероисповести. Од 1847. до 1865. године у Врању се, као викарни епископ скопског митрополита Јоакима, налазио митрополит Пајсије. Остао је запамћен као добротвор српске просвете, између осталог и због тога што се преко свог титулара, митрополита Јоакима, залагао да се у Скопљу отвори српска богословија још од 1854. године. Он је троносао врањску Саборну цркву 1858. године. У Врању је владика Пајсије поред цркве подигао зграду коју је народ називао митрополија.
У Врању се у периоду 1843—1844. одиграла такозвана „Ашарат буна.“ Буна је добила име по махали у граду где је поникла. То је била буна врањских Турака, против реформа и повластица које је Србима у Врању дао Усеин-паша. Ова буна је тешко пала по врањске Србе, које су устаници опљачкали. Тада је дошло и до рушења тек изграђене цркве Свете Тројице. Наиме Хусеин-паша (Усеин-паша), чији је деда иначе био Србин и потурчен, почео је давати извезене олакшице Србима у Врању и по налогу из Цариграда дозволио је Србима да изграде Саборну цркву и дао им је 100.000 гроша и гвожђа колико је било потребно као совј прилог. Револтирани Турци су буну усмерили против паше, а тужбе су стизале и до великог везита. Паша је све те тужбе заташкавао новцем. Изнервирани турски Врањанци су знатно оштетили цркву и протерали неке Србе и населили се у њихове куће да би их 1844. године били протерани од стране Турске војске.
Аустријски дипломата и познати научник Јохан Георг фон Хан бележи 1868. да Врање има око 8000 становника.
Врање је под турском влашћу било 422 године.

## Ослобођење од Турака и Краљевина Србија

### Ослобођење
Ослобођење Врања 1878. године представља једну од завршних етапа ослобођења српских земаља од османске власти. После почетка Другог српско-турског рата, војска кнежевине Србије је покренула офанзиву на територији данашње јужне Србије. После Грделичке битке је успела да провали у Масуричку котлину, чиме јој се пут за Врање практично отворио. Истовремено су букнули бројни устанци широм јужне Србије, па и у самој околини Врања, а српска команда је, да би се повезала са устаницима у Пољаници, послала потпоручника Степу Степановића са задатком да оснује устанички батаљон, који је одиграо веома важну улогу у ослобођењу.
Српским снагама је командовао генерал Јован Белимарковић и биле су распоређене дуж десне стране Јужне Мораве, док је османским снагама командовао дивизијски генерал Асаф-паша. Његове снаге биле су распоређене дуж леве стране Јужне Мораве. Борба за ослобођење је званично почела 26. јануара, када су се српске снаге почеле да се пребацују на леву страну Мораве и кулминирала је великом битком 31. јануара, у којој је учествовало око 22.000 војника, а завршила се српском победом и заплењивањем бројне османске опреме.
У борби за ослобођење се, поред Степе Степановића, истакао и потпоручник Стојичевић који је погинуо у борбама на Девотину, као и мајор Радомир Путник, који је био задужен за потеру за османским војницима који су после битке бежали према Прешеву и Бујановцу.
После Санстефанског споразума, Врањанци су, уплашени да не потпадну под управу кнежевине Бугарске, послали писмо српском кнезу Милану Обреновићу с молбом да не повлачи српску војску из Врања. Међутим, после Берлинског конгреса Врање је и званично постало део Србије.

### Оснивање управе и развој
Одмах по ослобођењу Врања почела је организација и оснивање грађанске управе у Врању. Већ 4. фебруара 1878. послато је из Ниша писмо министру унутрашњих дела Кнежевине Србије у коме се тражи да у Врању дође полицијски чиновник који би оснивао полицијску управу. Следеће године, 6. фебруара донет је указ у коме се оснива Врањска управа, а већ 10. фебруара именовани су и први органи управе. На територији врањске управе било је 229 сеоских насеља организованих у 57 општина. Територија врањске управе је била састављена од четири среза: виногошко-пољанички (са седиште Градњи); власински са седиштем у Сурдулици; моравски са седиштем у Врању и пчињски са седиштем у Шајинцу. Међутим после успостављања граница на југу Србије, Врањски округ је реорганизован у три среза:масурички, пољанички и пчињски. 
Гимназија у Врању је основана актом министарства кнежевине Србије 8. августа 1881. године.
Гимназија се првобитно звала „Немањина гимназија“.
Исте године се почело са изградњом пруге Врање-Београд чиме је започела историја српских железница.
Због банкрота финансијског друштва Генерална унија посао је привремено био одложен.
Железнички крак ка Врању пуштен је у јавни саобраћај 1886. године.
Дана 22. децембра 1881. основана је врањска окружна болница.
Болница је била стационирана у реновираном Сулејман – беговом сарају.
За управника болнице постављен је Словенац, др Фрања Копше бивши добровољац из српско-турских ратова.
Пионир медицине у Врању, поред др Копше, био је Грк др Атанас Кујас, натурализовани Србин, који је стигао у Врање у време турске власти 1877.
Захваљујући своме угледу, као општински лекар, биће изабран за градоначелника Врања, и постаће најпопуларнији председник врањске општине од како она постоји.
Садашњу зграду позоришта, саграђену 1892. године, Врању је даровао трговац, добротвор и тадашњи председник општине, Јанча Јовановић Балџија.
Балџија је један од најбогатијих Врањанаца у то време и био је творац урбаног језгра града. Поред зграде позоришта, саградио је и зграде (старог) Хотела Врање, Врањске касарне...
Прву позоришну представу Врањанци су одиграли 30. јануара 1896. године.
Био је то Његошев „Горски вијенац“ у режији Радоја Домановића, ондашњег професора Гимназије у Врању.

### Почетак 20. века и апокалиптичан земљотрес
У почетку 20. века, Врање је имало око 12.000 становника.
Врањска гимназија је тада имала јаку кадровску структуру, јер су многи учени људи из Србије по казни слани у Врање.
Неки од њих су били: Јаша Продановић, Радоје Домановић, Миливоје Симић, Љуба Давидовић, Илија Вукићевић, Светислав Симић и др.
Најпознатији ђаци који су похађали гимназију су Бора Станковић, Ђорђе Тасић, Јован Хаџи-Васиљевић, Коста Тодоровић, Миодраг Ибровац и др.
Мелос Врања је постао познат након драме Коштана Боре Станковића (објављене 1902) и других његових дела у којима је Бора користио врањски дијалекат и говор људи из јужне Србије.
О томе сведочи Јован Дучић:
Врање, мала, некада погранична србијанска варош, била је до Станковићевог времена, једва позната и по свом имену, а савршено непозната по свом људству. Откривши Врање, Станковић је одиста открио један наш потпуно нов морални континент.
Године 1903. подигнут је споменик ослободиоцима Врања, тзв. Чика Митке, рад вајара Симеона Роксандића.
У то време никле су и многе друге знамените грађевине као на пример Зграда Начелства округа Врањског, изграђена 1905—1907. године.
Врање је 4. априла 1904. је задесио земљотрес, који је успорио бржи развој града. Од укупно 2043 зграда, уништено је или оштећено 891 кућа, што је тада представљало око 38,7% свих зграда у Врању. Мртвих није било, али су повређена два лица. Причињена штета је износила 165 950 тадашњих динара. Удар је почео у 11.27 часова и трајао је пуних 40 секунди, а јачина му је била 9 до 10 степени (не зна се која скала). Забележено је да су почели мали кратери на земљи да се јављају, као и пукотине дуге и до неколико стотина метара из којих је вода шикнула попут гејзира. Очевици су приметили да је и до сличног природног феномена дошло и у Јужној Морави. Једна градска чесма је пресушила, бунари су били данима замућени и неупотребљивани. Забележено је и да су „болесници бежали из болница и да су црквена звона сама од себе клатила.“ Два велика сата у Ристовцу и Врањској бањи су стали на 11.27 часова, што се узима за почетак земљотреса. Забележено је и да су се вагони без локомотиве сами од себе кретали пругом, као и да се дресина којом се возио железничар зауставила, јер се стекао утисак „да трачнице железничког колосека вијугају као џиновски питони.“
Као погранични град Кнежевине/Краљевине Србије, служио је као полазно место за четнике (комите) у Стару Србију.
У то време у граду се налазио и конзулат Османског царства.
Убрзо по избијању Илинданског устанка августа 1903. у Врању Живојин Рафајловић са својим истомишљеницима формира тајни четнички комитет.
У Београду је био Главни одбор ове организације, а њен Извршни одбор у Врању.
Комитске чете у Врању формирале су се у старој турској школи која је била на једном скровитом месту поред реке у горњем делу града.
Прва таква организована чета, са 22 опробана четника, прешла је турску границу код села Турско Буштрање 10. маја 1904. године.
Четничке акције посебно су помагала погранична насеља, на пример, Ратаје, чији се атар простирао такорећи до саме ондашње турске границе.

## Балкански и Први светски рат
У Балканским и Првом светском рату, Врање и овај крај су поново били на мети освајача.
У Првом балканском рату 1912. године операцијама против Турака, одавде су лично командовали краљ Петар I Карађорђевић, председник владе Никола Пашић са више министара и генералштаб са начелником штаба Врховне команде војводом Радомиром Путником.
Дунавска дивизија српске војске је из Врања кренула у Кумановску битку која се одиграла 23.-24. октобра 1912. године и у којој је српска војска поразила турску армију.
У Првом светском рату Бугари су окупирали Врање 16/17. октобра 1915. године.
Врање је било у саставу бугарске Моравске војно-инспекционе области.
Врањанци су под командом Милинка Влаховића учествовали у Топличком устанку. Ипак, устаници у врањском крају, суочени са бројнијим непријатељем, су прешли у герилу и тако сачували већи број људства.
Након пробоја Солунског фронта, Бугарска је капитулирала а војно-инспекциона област прелази у руке Немаца.
Врло брзо, јединице Дунавске дивизије ушле су у Врање 5. октобра 1918. године.
Слобода је тада плаћена са 514 живота на фронту и 335 недужно стрељаних.
Из периода ослобађања датира и легенда о жутом цвећу као симболу Врања.
Октобра 1918. године, лекарска јединица „Америка“, болница жена Шкотске, под руководством др Изабел Хатон је са још 11 лекара и 40 медицинских сестара прекомандована у Врање.
У граду су у то време харали пегави тифус и шпанска грозница.
Изабел и њене сараднице су биле под надимком сиве препелице, због своје сиве униформе.

## Краљевина СХС
Врање је на основу Видовданског устава из 1921. био центар једне од 33 административне области.
Након проглашења Краљевине Југославије 1929. године и нове територијалне поделе на бановине, Врање је било у саставу Вардарске бановине.
Године 1919. године у Врању је формиран први фудбалски клуб Јединство.
Након тога формиран је други тим Слога.
Ови клубови су касније променили имена у Хајдук и Раднички.
Раднички је 1929. године променио име у Грађански.
Прво фудбалско игралиште било је испод градског парка, на локацији где је сада двориште Гимназије. Стадион је изграђен пред сам рат.
Хируршки павиљон, задужбина Јована С. Јанковића-Лунге, изграђен је 1938. а бановинска болница је усељена у рестаурисани Американски васпитни дом за српску ратну сирочад. Споменик палим Врањанцима је подигнут следеће године.

## Врање у Другом светском рату
У Другом светском рату Немци су у овај град ушли 9. априла 1941. године, да би га 22. априла предали у руке бугарским фашистима. Они су у Врању, за четири године, направили права зверства - стрељали су око 700, а интернирали 4.000 родољуба. У борбама је учествовало око 12.000 партизанских бораца, од којих 956 није дочекало слободу.
Јула 1941. формиран је врањски народноослободилачки партизански (НОП) одред у шуми изнад Врања на месту званом „Пржар“.
Народни херој Сима Погачаревић погинуо је 20. децембра 1941. године у сукобу са бугарском војском на месту званом Добра Вода у близини Врања.
Врање је ослобођено 7. септембра 1944. године.
У ослобађању је учествовала 22. српска дивизија НОВЈ.

## Након Другог светског рата
Након рата врање је имало тек нешто више од 10 хиљада становника. По попису из 1948. године Врање је имало 11252 становника.
Окружно народно позориште у Врању основано је 27. априла 1946, које се данас назива Позориште Бора Станковић.
Дана 7. октобра 1951. Врање је погодио земљотрес јачине 7 степени.
Свети архијерејски сабор Српске православне цркве донео је 30. маја 1975. године одлуку о обнављању Православне епархије врањске, са седиштем епископа у Врању. У састав ове епархије ушла су и намесништва: Пчињско, са седиштем архијерејског намесника у Врању, Масуричко-пољаничко, са седиштем архијерејског намесника у Владичином Хану, Босиљградско, са седиштем архијерејског намесника у Босиљграду и Прешевско са седиштем архијерејског намесника у Бујановцу.
Од Уредбе Владе Србије 1992. године Врање је седиште Пчињског округа, а према Закону о територијалној организацији Републике Србије донетом 28. децембра 2007, Град Врање је један од 24 града у Србији.